# Polarklima
Polarklima er det klima, der hersker omkring Nordpolen og Sydpolen. Definitionen på polarklima er, at årets middeltemperatur er under 0° Celsius, og at middeltemperaturen i den varmeste måned er under 10° celsius. Det er også betydningsfuldt, at jordaksens hældning medfører et år med henholdsvis polarnat (dvs. at solen ikke ses over horisonten i et til flere døgn om året) og midnatssol (dvs. at solen ses over horisonten i et til flere døgn om året). Det medfører nemlig, at klimaet de fleste steder bliver karakteriseret ved stor variation i temperaturen. Endelig bevirker både permafrosten og de tilfrosne floder, søer og have, at fordampningen og dermed nedbøren er ret ringe. Lufttrykket er højt over områder med polarklima i størstedelen af året (vinteren). Dette polare højtryk fremkalder bevægelse af tørre, kolde luftmasser, hvorved polarfronten (grænsen mellem den tørre polarluft og den fugtigt-milde luft fra oceanerne) skydes mod syd henholdsvis mod nord.   

## Eksempler på polarklima
Det eneste kontinent, der har polarklima i sin helhed, er Antarktis. På den nordlige halvkugle er polarklima udbredt i det meste af Grønland, langs nordkysten af Eurasien og de nordlige dele af Alaska og Canada. 
Mange bjergtoppe har et klima, som svarer til polarklimaets definition, men her kaldes det som regel alpint klima.
Polarklima kan iagttages på planeten Mars, der har tydelige polarkalotter (områder med permanent isdække).

## Klimaets betydning for planterne
Der er flere faktorer, som gør områder med polarklima til yderst krævende nicher for planterne:
- De lange nætter gør fotosyntese umulig
- Tidsrummet med mere end 5° C i dagtimerne afkorter vækstperioden
- Permafrosten skaber en overjord med meget ringe dybde
- Den korte sommer medfører manglende nedbrydning af førne, forsuring og udvaskning af mineraler (se højmose)
- Omvendt betyder midnatssolen, at væksten kan foregå døgnet rundt, når temperturen er gunstig

## Klimaets betydning for dyrene
Dyrene må også tilpasse sig et yderst barsk klima.
- Mange klarer sig ved at opbygge fedtreserver, hvorefter de går i hi
- Andre arter trækker i stedet sydpå (henholdsvis nordpå) i vinterperioden
- Nogle få planteædere overlever i de egne, som er så fattige på nedbør, at de er snefrie i størstedelen af året
- Nogle rovdyr klarer sig ved at jage de få aktive planteædere eller ved at jage havpattedyr ved våger i isen.
- Alle arter, der er tilpassede polarklimaet, udvikler tyk pels eller fjerdragt.

## Klimaets betydning for mennesket
Først med udvikling af en raffineret og højt specialiseret, teknisk kultur lykkedes det mennesker at leve i de nicher, som polarklimater skaber. Inuitkulturerne repræsenterer det ypperste blandt disse teknisk prægede polarkulturer.
Med udvikling af infrastruktur og egnede transportmidler og ved udnyttelse af fossile brændstoffer til opvarmning er det lykkedes at etablere polare forposter for den moderne, vestlige kultur i de polare områder. Her var Antarktis længe den sværeste prøvesten, men i dag findes der adskillige, permanente bebyggelser på det sydlige kontinent, hvor turismen sågar er under opblomstring.